# Diocèse de Varanasi
Le diocèse de Varanasi (en latin: Dioecesis Varanasiensis) est une circonscription ecclésiastique de l’Église catholique dans l’État d'Uttar Pradesh, en Inde. La préfecture apostolique de Gorakhpur créée en 1946 devient diocèse de Varanasi en 1970. Suffragant de l’archidiocèse d'Agra, le diocèse compte quelque 20600 fidèles en 2017 (44 paroisses). Depuis 2015 Mgr Eugene Joseph en est l’évêque.

## Territoire
Le diocèse couvre les districts civils de Varanasi, Azamgarh, Mau, Jaunpur, Ravidasnagar, Chandauli, Ballia and Ghazipur dans la partie orientale de l’état d’Uttar Pradesh en Inde du Nord. Le siège épiscopal du diocèse se trouve à Varanasi (anciennement connue comme ‘Bénarès’), ville sainte de l’Hindouisme bordant le Gange.  Le diocèse est divisé en 44 paroisses et une vingtaine de postes missionnaires.

## Histoire
La séparant du diocèse d'Allahabad (en) une préfecture apostolique fut érigée à Gorakhpur le 11 juillet 1946 (Ad expeditiorem de Pie XII) et confiée aux missionnaires capucins canadiens. Le premier préfet en est le père Jérôme Malenfant. Avec le transfert du siège épiscopal à Bénarès en 1958 elle prit le nom de préfecture apostolique de  Bénarès-Gorakhpur.
Le 5 juillet 1970 par la bulle pontificale Quae universo de Paul VI la préfecture apostolique devient le ‘Diocèse de Bénarès’.  Un an plus tard, le 14 mai 1971, le diocèse adopte le nouveau nom officiel de la ville et devient ‘diocèse de Varanasi’.  
En 1970, la partie septentrionale du diocèse est confiée aux prêtres missionnaires de la Congrégation de Sainte Thérèse de l'Enfant Jésus [CST], un institut religieux indien de rite oriental syro-malabar.  En 1976 Mgr Patrick D’Souza retira les prêtres diocésains de ce territoire qui devient, le 19 juin 1984, l’Éparchie de Gorakhpur. 
Etant donnée la place majeure qu’occupe la ville de Varanasi dans la religion et culture hindoue, le diocèse, sous l’impulsion de Mgr Patrick D’Souza met un accent particulier à développer des contacts avec l’Hindouisme. La construction de sa cathédrale (cathédrale Sainte-Marie) s‘inspira de l’architecture traditionnelle des temples hindous. Un centre de dialogue Hindou-Chrétien est actif à Varanasi. Les pères de l'Indian Missionary Society', un institut religieux promouvant une évangélisation inculturée y sont actifs.

## Supérieurs ecclésiastiques

### Préfet apostolique de Gorakhpur
- 1947-1958 : Jérôme Malenfant, OFM Cap

### Préfet apostolique de Bénarès-Gorakhpur
- 1958-1970 : Jérôme Malenfant, OFM Cap, démissionnaire

### Évêques de Bénarès (puis ‘Varanasi’)
- 1970-2007 : Patrick P. D'Souza, démissionnaire
- 2007-2013 : Raphy Manjaly, transféré à Allahabad (en)
- 2015-     : Eugene Joseph

## Sources
- Catholic Directory of India
- Annuario pontificio 2017, Città del Vaticano, Libreria editrice vaticana, 2017.